# (73594) 2014 T-2
(73594) 2014 T-2 – planetoida z pasa głównego asteroid okrążająca Słońce w ciągu 3,35 lat w średniej odległości 2,24 j.a. Odkryta 29 września 1973 roku.